# Zhong Guiqing
Zhong Guiqing (chinesisch 鐘 桂清 / 钟 桂清, Pinyin Zhōng Guìqīng; * 5. Juli 1977) ist eine ehemalige chinesische Stabhochspringerin.
Am 18. Mai 1995 wurde sie in Taiyuan mit der Weltrekordhöhe von 4,08 m Chinesische Meisterin.

## Persönliche Bestleistungen
- Stabhochsprung: 4,15 m, 11. Oktober 1996, Shunde
  - Halle: 4,03 m, 11. Februar 1996, Karlsruhe